# Il-Polo-Gletscher
Der Il-Polo-Gletscher ist ein kleiner Gletscher an der Ingrid-Christensen-Küste des ostantarktischen Prinzessin-Elisabeth-Lands. Er fließt in nördlicher Richtung zwischen dem Polar-Times-Gletscher und dem Polarforschung-Gletscher zum Publications-Schelfeis.
Der US-amerikanische Kartograph John Hobbie Roscoe (1919–2007) kartierte ihn anhand von Luftaufnahmen der Operation Highjump (1946–1947). Roscoe benannte den Gletscher nach der Zeitschrift Il Polo (italienisch für Der Pol) des Instituto Geografico in Forlì.